# 2002 en Tunisie
Chronologie de la Tunisie
- 1998
- 1999
- 2000
- 2001
- 2002
- 2003
- 2004
- 2005
- 2006

Cet article présente les faits marquants de l'année 2002 en Tunisie ou relatifs à la Tunisie.

## Événements
- 11 avril : l'attentat de la Ghriba, attentat-suicide effectué par un kamikaze du groupe Al-Qaïda, a lieu devant la synagogue de la Ghriba à Djerba, faisant 19 morts.
- 7 mai : le vol EgyptAir 843, un vol international régulier entre l'aéroport international du Caire, en Égypte, et l'aéroport international de Tunis-Carthage, en Tunisie, assuré par un Boeing 737-500 d'EgyptAir, s'écrase contre une colline lors de l'approche vers l'aéroport de Tunis, faisant 14 victimes et 28 blessés parmi les 62 occupants de l'appareil.
- 26 mai : un référendum constitutionnel est organisé à l'initiative du président Zine el-Abidine Ben Ali qui l'a annoncé le 7 novembre 2001 : il s'agit du premier référendum de l'histoire du pays.
- 30 juin : une panne d'électricité empêche les Tunisiens de regarder l'intégralité de la finale de la coupe du monde de football[1].
- 4 septembre : Hamma Hammami, opposant au régime, est remis en liberté conditionnelle pour « raisons de santé »[2].

## Économie
- La Société franco-tunisienne de banque et de crédit, banque tunisienne spécialisée dans le financement de l'achat de véhicules automobiles, disparaît[3] ; elle est remplacée par l'Union internationale de banques.
- Le premier vol commercial de la compagnie aérienne tunisienne Karthago Airlines a lieu le 22 mars.

## Sports

### Athlétisme
- Championnats d'Afrique d'athlétisme 2002
- Championnats de Tunisie d'athlétisme 2002

### Football
- Équipe de Tunisie de football en 2002
- Championnat de Tunisie de football 2001-2002
- Championnat de Tunisie de football 2002-2003
- Coupe de Tunisie de football 2002-2003

### Handball
- Championnat de Tunisie masculin de handball 2001-2002
- Championnat de Tunisie masculin de handball 2002-2003

### Tennis de table
- Championnats d'Afrique de tennis de table 2002

### Volley-ball
- Équipe de Tunisie de volley-ball en 2002
- Championnat de Tunisie masculin de volley-ball 2001-2002
- Championnat de Tunisie masculin de volley-ball 2002-2003

## Culture
- La Boîte magique, film tunisien réalisé par Ridha Béhi, sorti en 2002.
- Khorma, le crieur de nouvelles, film franco-belgo-tunisien réalisé par Jilani Saadi et sorti en 2002.
- La Librairie, film tunisien réalisé par Nawfel Saheb-Ettaba, sorti en 2002.
- Poupées d'argile, film tunisien réalisé en 2002 par Nouri Bouzid.
- Satin rouge, film franco-tunisien réalisé en 2002 par Raja Amari.
- 23 avril : le Comar d'or est attribué à :
  - Fi intidhar el hayet, ouvrage en langue arabe de Kamel Zaghbani (ar) ;
  - Hayet ou La passion d'Elles, ouvrage en langue française d'Anour Attia.

## Naissances en 2002
- Naissance en Tunisie en 2002

## Décès en 2002
- Décès en Tunisie en 2002